# Lijst van heersers van Hanau

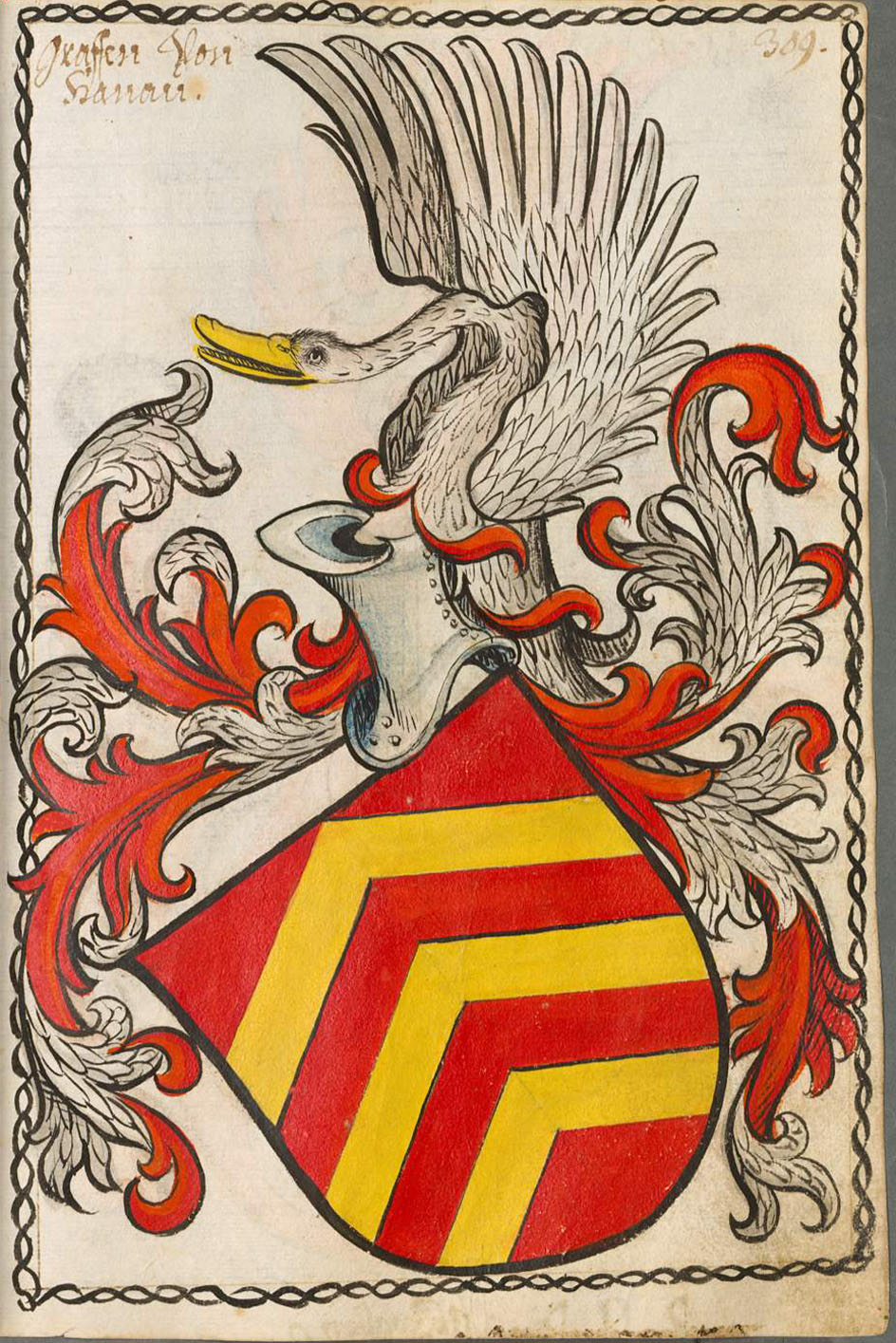
Graven van Hanau

Hieronder volgt een lijst van heersers van Hanau, genoemd naar Hanau in Hessen.

## Heren van Hanau (1243-1429)
- ca 1243 – 1281: Reinhard I
- 1281 – 1306: Ulrich I
- 1306 – 1346: Ulrich II
- 1346 – 1369/70: Ulrich III
- 1369/70 – 1380: Ulrich IV
- 1380 – 1404: Ulrich V
- 1404 – 1429: Reinhard II, wordt in 1429 in de gravenstand verheven

## Graven van Hanau (1429-1458)
- 1429 – 1451: Reinhard II
- 1451 – 1452: Reinhard III
- 1452 – 1458: Filips I de Jongere

### Graven van Hanau-Münzenberg (1458-1642)
- 1458 – 1500: Filips I de Jongere
- 1500 – 1512: Reinhard IV
- 1512 – 1529: Filips II
- 1529 – 1561: Filips III
- 1561 – 1580: Filips Lodewijk I
- 1580 – 1612: Filips Lodewijk II
- 1612 – 1638: Filips Maurits
- 1638 – 1641: Filips Lodewijk III
- 1641 – 1642: Johan Ernst

Hanau-Münzenberg wordt geërfd door Frederik Casimir van Hanau-Lichtenberg
- 1642 – 1685: Frederik Casimir
- 1685 – 1712: Filips Reinhard

### Graven van Hanau-Lichtenberg (1458-1642)
- 1458 – 1480: Filips I de Oudere
- 1480 – 1504: Filips II
- 1504 – 1538: Filips III
- 1538 – 1590: Filips IV
- 1590 – 1599: Filips V
- 1599 – 1625: Johan Reinhard I
- 1625 – 1641: Filips Wolfgang
- 1641 – 1642: Frederik Casimir; hij erft in 1642 Hanau-Münzenberg en wordt graaf van heel Hanau

## Graven van Hanau (1642-1685)
- 1642 – 1685: Frederik Casimir

### Graven van Hanau-Münzenberg (1685-1712)
- 1685 – 1712: Filips Reinhard

Hanau-Münzenberg wordt geërfd door Johan Reinhard III van Hanau-Lichtenberg; hij erft in 1712 Hanau-Lichtenberg en wordt graaf van heel Hanau

### Graven van Hanau-Lichtenberg (1685-1712)
- 1685 – 1712: Johan Reinhard III; hij erft in 1712 Hanau-Münzenberg en wordt graaf van heel Hanau (zie hieronder)

## Graven van Hanau (1712-1736)
- 1712 – 1736: Johan Reinhard III

Na de dood van Johan Reinhard III wordt Hanau opgedeeld tussen Hessen-Kassel en Hessen-Darmstadt.